# Kalaidhoo (Laamu-atol)
Kalaidhoo is een van de bewoonde eilanden van het Laamu-atol behorende tot de Maldiven.

## Demografie
Kalaidhoo telt (stand september 2007) 355 vrouwen en 380 mannen.